# Wolga
Die Wolga (russisch Волга, tatarisch Идел İdel, ersjanisch Рав, mokschanisch Рава, tschuwaschisch Атӑл, Wiesenmari Юл, Bergmari Йыл, altgriechisch Ῥᾶ Rha) ist ein Fluss im europäischen Teil Russlands. Mit 3530 km Länge ist sie der längste und wasserreichste Fluss Europas und einer der längsten Flüsse der Erde (Platz 17). Die Wolga ist der längste endorheische Fluss der Erde und gehört damit zu den größten Gewässern, die keine natürliche Verbindung zu den Ozeanen haben.
Die Wolga entspringt in den Waldaihöhen bei 228 m ü. Ostsee, fließt anfangs ostwärts, im weiteren Verlauf südwärts durch die Osteuropäische Ebene und mündet bei 28 m unter Ostsee ins Kaspische Meer. Die Höhendifferenz zwischen Quelle und Mündung beträgt 256 m.
Die Wolga hat ungefähr 200 größere Nebenflüsse, ihr Einzugsgebiet von 1,36 Millionen km² Fläche umfasst insgesamt 151.000 Flüsse, Bäche und zeitweilige Wasserläufe. Am Unterlauf in Wolgograd beträgt die mittlere jährliche Abflussmenge 264 Milliarden m³.
Der Fluss ist von der Mündung ins Kaspische Meer bis zum Oberlauf schiffbar und stellt das Kernstück des Wasserweges zwischen dem Schwarzen und dem Kaspischen Meer im Süden sowie der Ostsee und dem Weißen Meer im Norden dar. Alle Staustufen sind mit Schleusen ausgestattet. Über den Wolga-Ostsee-Kanal ist die Wolga in Richtung Westen mit der Ostsee verbunden, über den von diesem Kanal nach Norden abzweigenden Weißmeer-Ostsee-Kanal mit dem Weißen Meer und damit auch mit dem Nordpolarmeer. Über den Wolga-Don-Kanal und den westlich fließenden Don ist sie mit dem Schwarzen Meer und dem Mittelmeer verbunden.

## Verlauf

### Quelle und Oberlauf

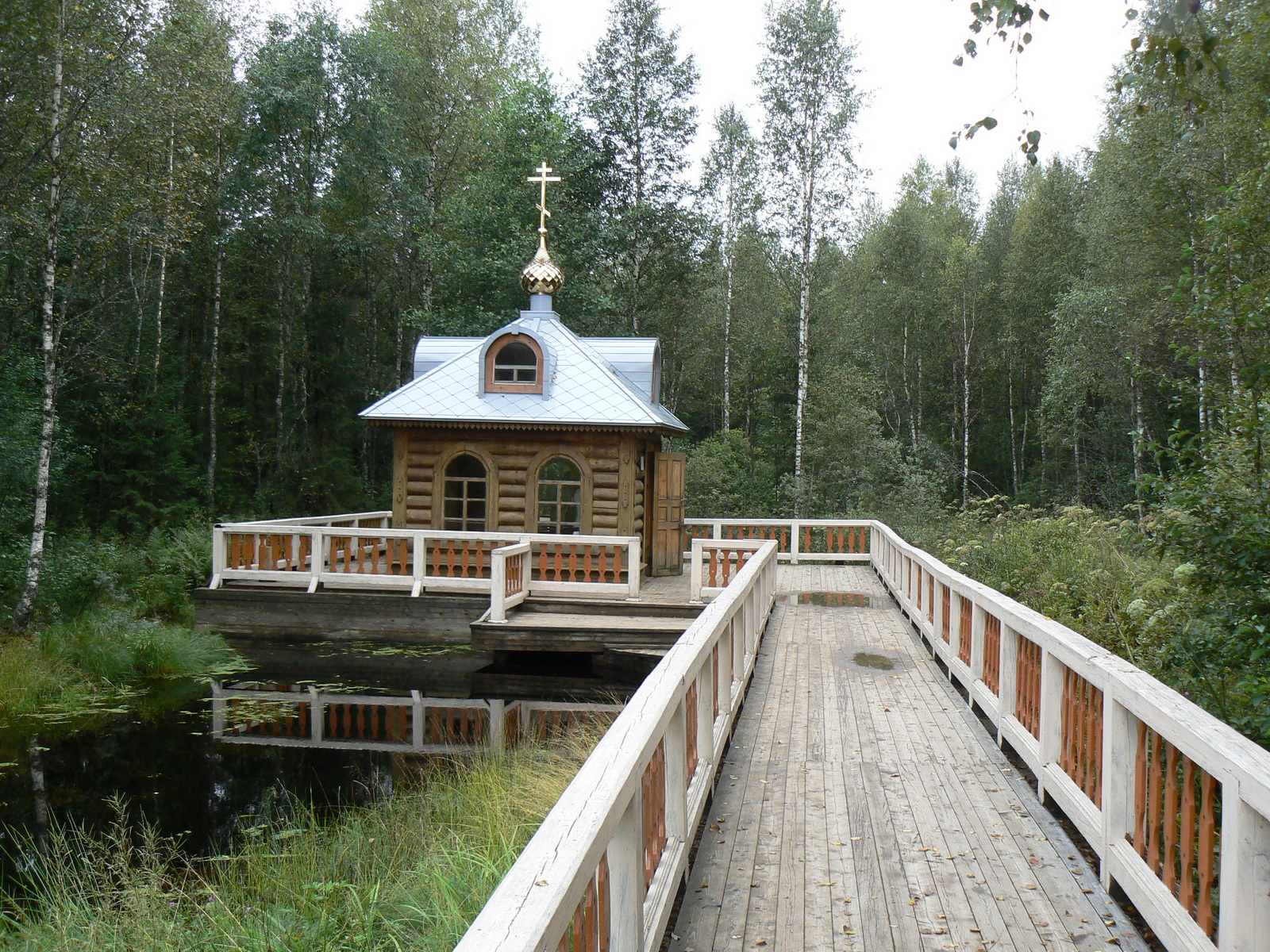
Wolgaquelle

Die Wolga entspringt und verläuft im Westteil von Russland. Ihre Quelle befindet sich in den Waldaihöhen beim Dorf Wolgowerchowje (Волговерховье, 228 m).

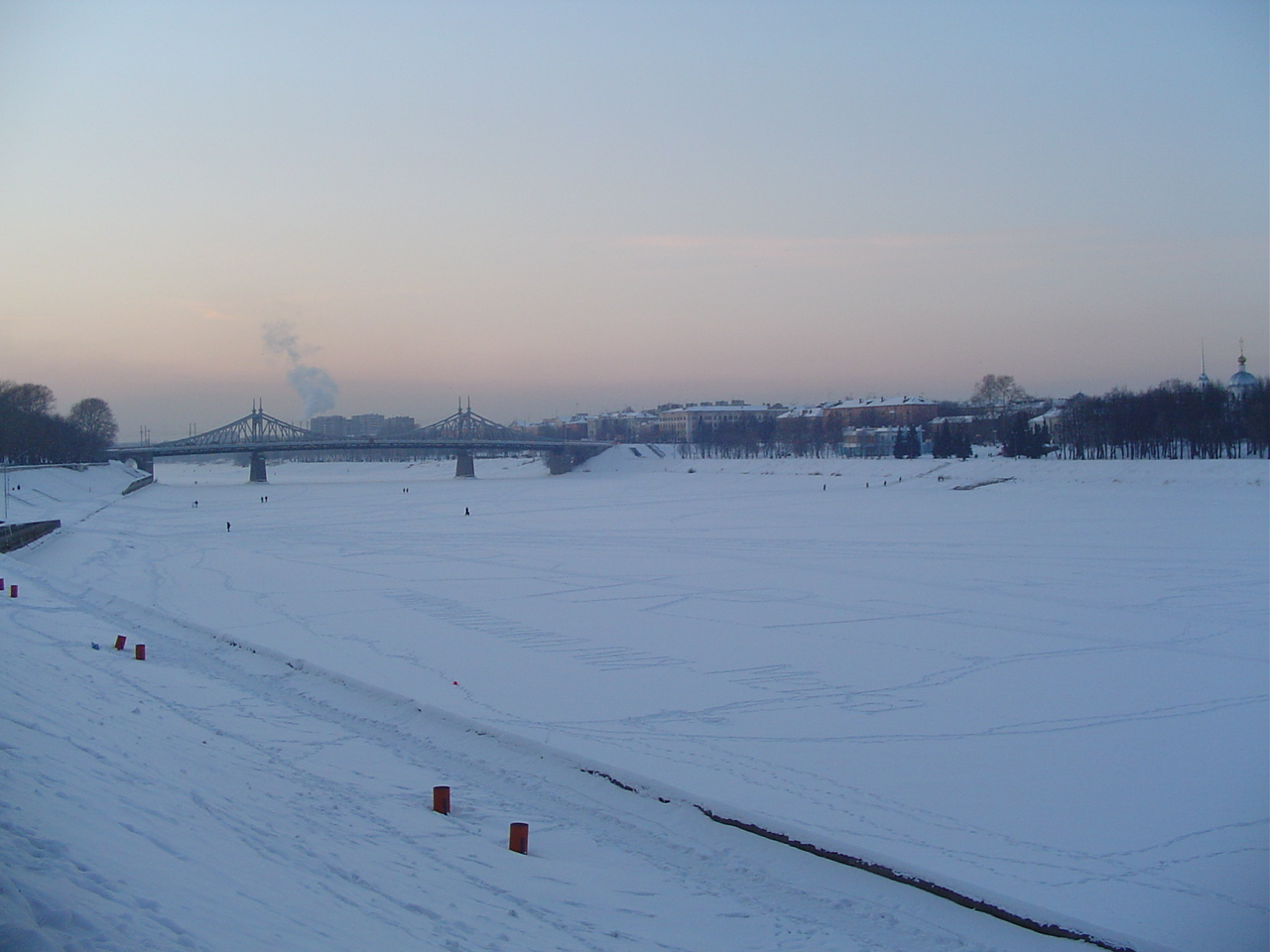
Zugefrorene Wolga in Twer

Nachdem das Wasser der Wolga von den Waldaihöhen herab geflossen ist, erreicht es Rschew und fließt von nun an nach Nordosten. Ab hier können kleine Lastkähne den Fluss befahren. Flussabwärts liegt die Stadt Twer (1931–1990 Kalinin), welche 1135 gegründet wurde und an der Fernstraße von Moskau nach Sankt Petersburg liegt. Die Wolga fließt weiter durch den Iwankowoer Stausee nach Dubna, wo der Moskaukanal einmündet. Das Reservoir von Dubna wurde unter anderem für die Wasserversorgung von Moskau über den Moskaukanal gebaut. Über Kimry erreicht der Fluss den Uglitscher Stausee, der in Uglitsch durch einen Staudamm aufgestaut wird. Weiter nördlich durchfließt die Wolga den Rybinsker Stausee, den ältesten Stausee an der Wolga. In diesen See münden Mologa, Suda, Scheksna und der Wolga-Ostsee-Kanal.

### Mittellauf

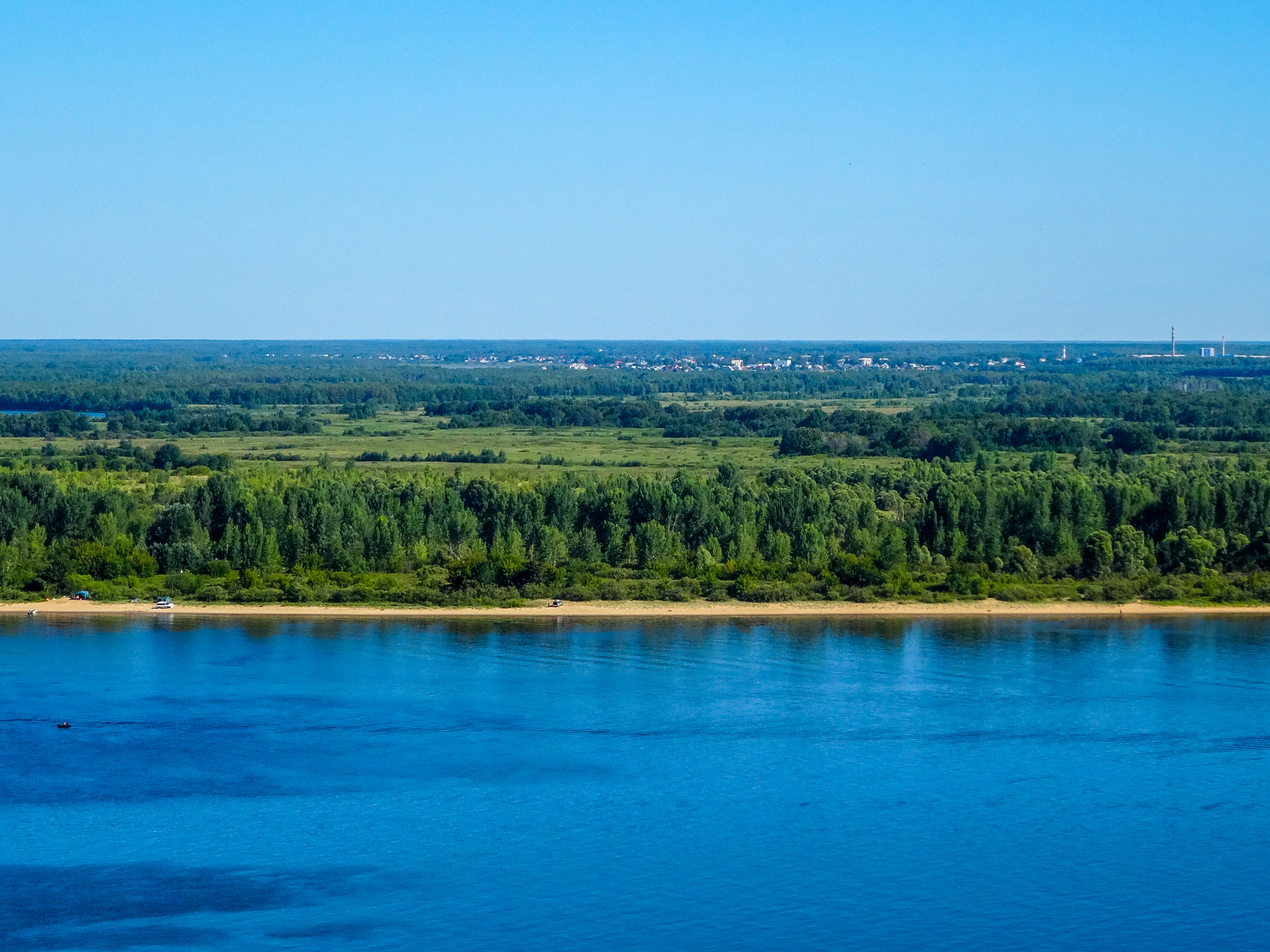
Blick auf die Wolga vom Aussichtspunkt in der Nähe des Denkmals für Waleri Tschkalow in Nischni Nowgorod. Juli 2014

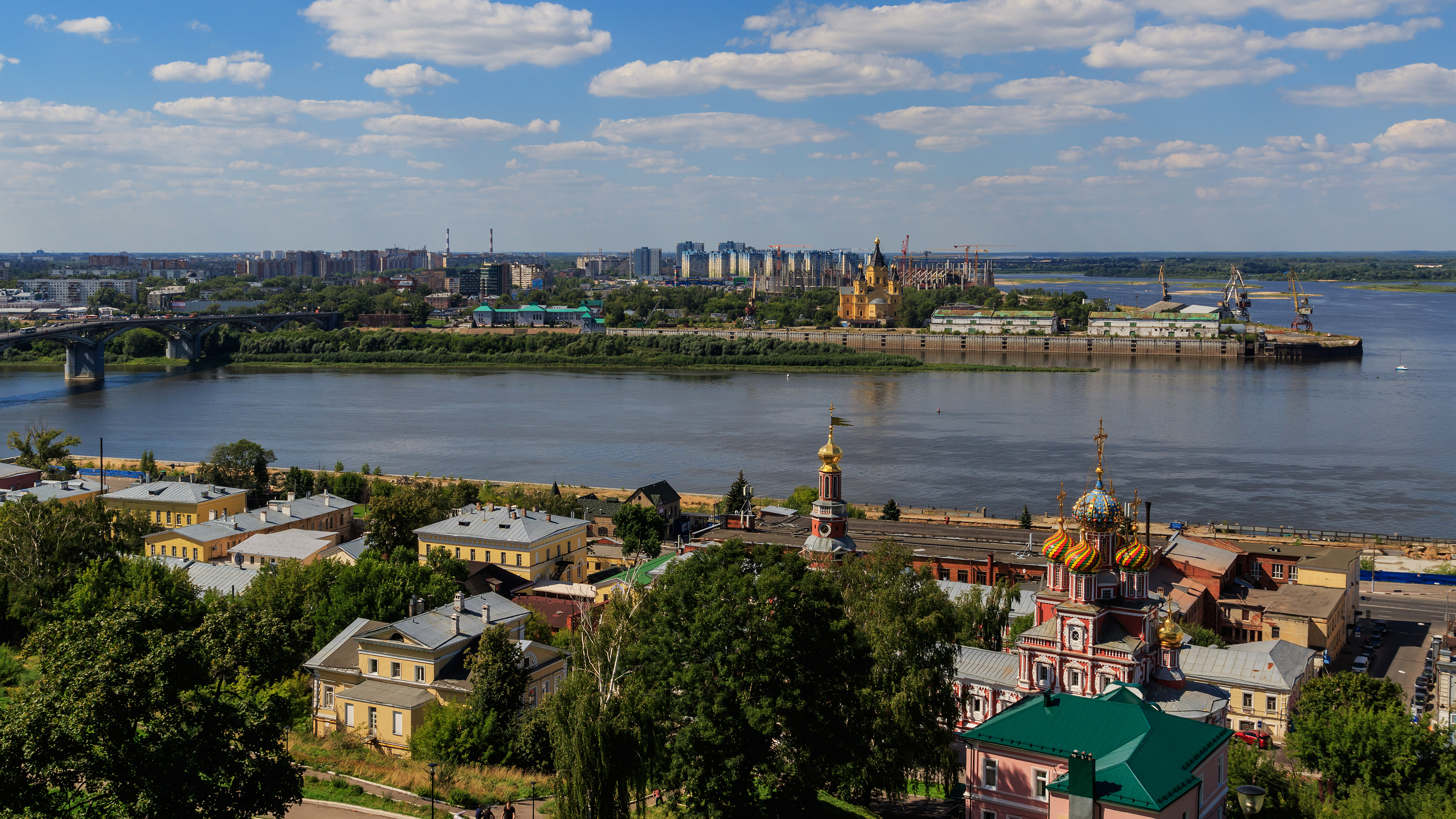
Mündung der Oka (links) in Nischni Nowgorod

Hinter dem Staudamm liegt Rybinsk (1946–1957 Schtscherbakow und 1984–1991 Andropow), der größte Umschlaghafen an der oberen Wolga. Die Wolga fließt nun nach Südosten und erreicht Jaroslawl, eine der ältesten Städte Zentralrusslands aus dem 11. Jahrhundert. Die heute hier ansässige Industrie leitet die meisten Abwässer ungeklärt in den Fluss. Etwa 70 km flussabwärts liegt Kostroma, eine alte Stadt (gegründet 1152) an der Mündung des gleichnamigen Flusses. Hinter Kineschma wird die Wolga wieder gestaut, hier liegt der 80 km lange Gorkier Stausee. In Nischni Nowgorod mündet von rechts die Oka in die Wolga, die nun nach Osten fließt. Bei Nowotscheboksarsk in der Republik Tschuwaschien wird die Wolga zum Tscheboksarsker Stausee gestaut. In den 1980er Jahren wurden zehntausende flussaufwärts lebende Mari umgesiedelt, um Platz für den See zu schaffen. Am Stausee liegt Tscheboksary. 150 km weiter im Osten befindet sich die Stadt Kasan, die Hauptstadt der Republik Tatarstan, wo die Wolga sich nach Süden wendet. Die Stadt liegt am oberen Ende des rund 550 km langen Kuibyschewer Stausees, der mit 6450 km² der größte Stausee an der Wolga und in Europa ist. Hier mündet die Kama in die Wolga. Am Ufer liegen die Städte Uljanowsk (früher Simbirsk) und Toljatti (auch Togliatti geschrieben). An der Wolgaschleife (russ. Samarskaja luka) liegt Samara (1935–1990 Kuibyschew), eine Millionenstadt. Hier fließt der Wolga die Samara von links zu. Am Ende der Wolgaschleife liegt Sysran.

### Unterlauf und Mündung

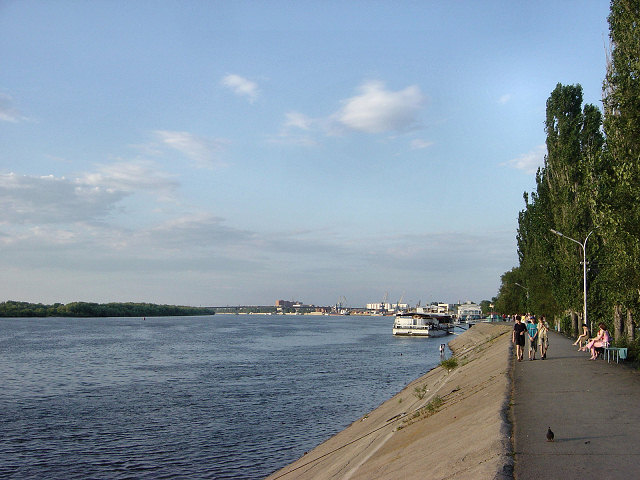
Wolgaufer in Astrachan

Der Saratower Stausee, welcher hier beginnt, wurde bei Balakowo angestaut. Unterhalb dieser Industriestadt mündet der Große Irgis in die Wolga. Zwischen Balakowo und Saratow lebten früher die Wolgadeutschen, bevor sie im Zweiten Weltkrieg nach Sibirien und Kasachstan deportiert wurden. Noch heute erinnern allerdings die Städte Engels und Marx auf dem linken Ufer an die deutsche Besiedlung. Nur auf diesem Abschnitt ist die Wolga noch so, wie sie früher war. Die charakteristische Form der Berg- und Wiesenlandschaft – in Form der bis 375 m hohen Wolgaplatte im Westen und dem flach gegliederten Wiesenufer im Osten – ist von Kasan bis nach Wolgograd üblich, die Stauseen überfluten jedoch Teile der Uferregionen. Nur zwischen Balakowo und Marx ist die Wolga noch naturbelassen.

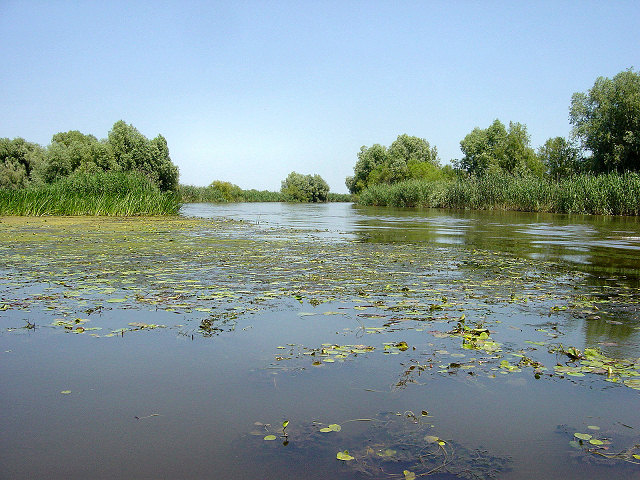
Ein Wolgaarm im Mündungsgebiet

Gegenüber von Engels und damit westlich der Wolga liegt Saratow, eine Universitätsstadt mit etwa 880.000 Einwohnern. Hier beginnt der 600 km lange Wolgograder Stausee, an dessen Ufer sich die Stadt Kamyschin befindet. Unterhalb des Dammes liegen die Städte Wolschski und Wolgograd (früher Zarizyn, Stalingrad), wovon sich letztere über 80 km am Westufer der Wolga erstreckt.
Bei Wolschski, wo das Wolgadelta beginnt, zweigt der Mündungsarm Achtuba von der Wolga ab, der mit Abstand der längste dieser Arme ist und parallel (nordöstlich) zum Fluss verläuft. Die Wolga erreicht hinter Wolgograd das sogenannte Wolgaknie, wo sie nach Südosten abknickt.
Im südlichen Teil der Großstadt Wolgograd (seit 1931 Stadtteil Krasnoarmeiski, zuvor selbständige Ortschaft Sarepta, ab 1920 Krasnoarmeisk) zweigt der Wolga-Don-Kanal nach Westen ab. Er wurde zwischen 1950 und 1957 vorwiegend von Lagerhäftlingen ausgehoben und stellt über den Don die Verbindung zum Asowschen und Schwarzen Meer und damit zum Mittelmeer dar. Unterhalb Wolgograd fließt die Wolga allmählich in die Kaspische Senke ein, die sich südöstlich an die Osteuropäische Ebene anschließt.
Etwa am Beginn des Hauptbereichs des Wolgadeltas liegt die Stadt Astrachan (früher Itil). Ab dort ästelt sich die Wolga in zahlreiche Mündungsarme auf. Teile des Deltas stehen unter Naturschutz, weil das Gebiet eine wichtige Zwischenstation für Zugvögel und auch Lebensraum zahlreicher anderer Tierarten ist. Zu den großen Mündungsarmen der Wolga gehören im Westen Bachtemir und Tabola, zwischen denen die Wolga mündet, etwas weiter östlich mündet der lange Mündungsarm Achtuba.
Das Ufer des Kaspischen Meeres wird von den Mündungsarmen der Wolga etwa 75 bis 100 km südlich bzw. südöstlich von Astrachan erreicht. Die Mündungshöhe am Seeufer beträgt 28 m unter dem Meeresspiegel, was zwischen Quelle und Mündung ein Gefälle von 256 m ergibt.

## Schiffbarkeit

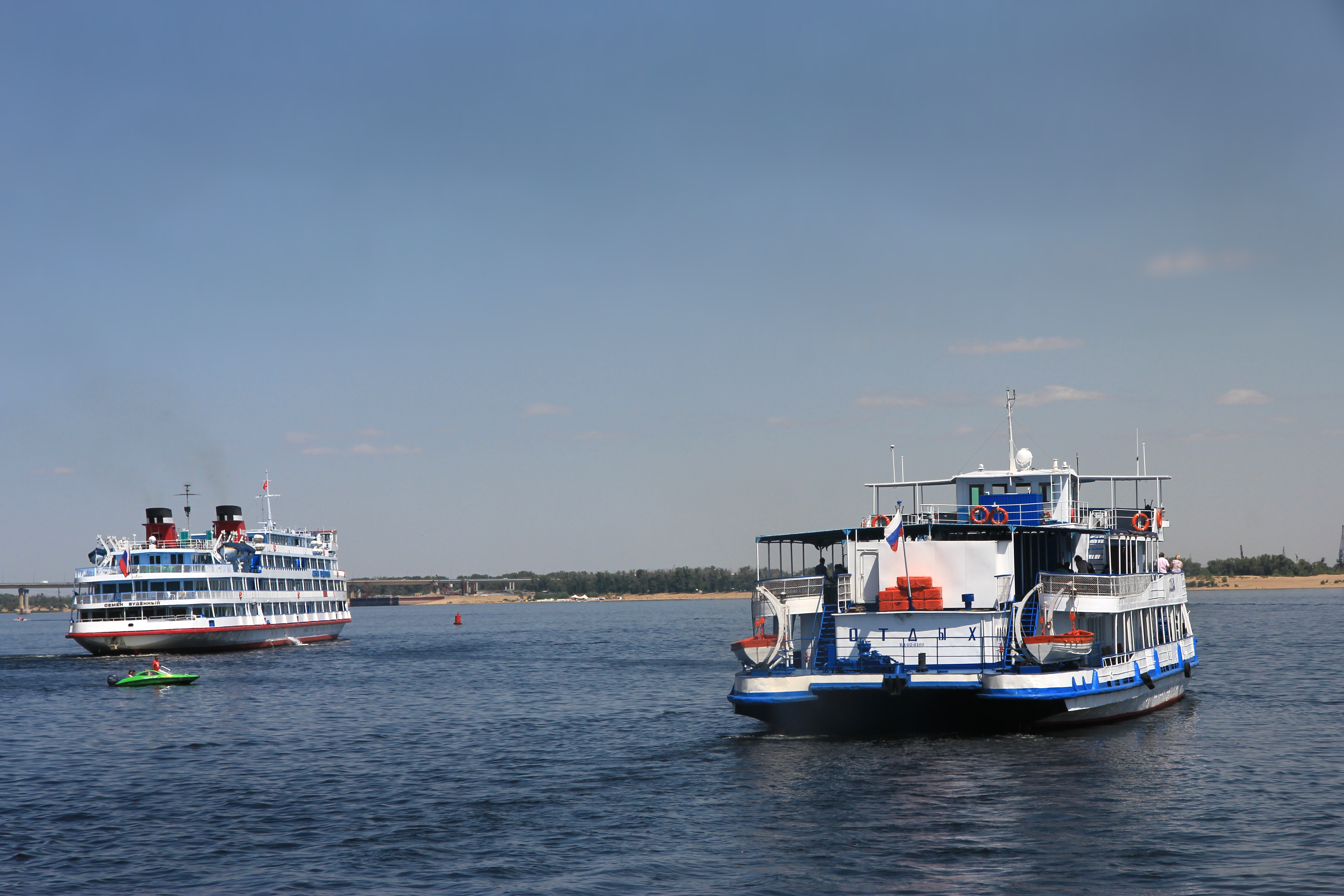
Kreuzfahrtschiffe an der Wolga

Die eigentliche Wolga ist heute von Rschew bis Krasnyje Barrikady (unterhalb von Astrachan) auf einer Länge von 3193 km als Binnenwasserstraße ausgewiesen. Kommerzielle Schifffahrt besteht ab Twer. Hinzu kommen Wasserstraßen von 961 km Länge auf den Wolgaarmen unterhalb von Wolgograd (wie Achtuba) und im Wolgadelta sowie 1806 km alternative Routen, Hafenzufahrten und ähnliches auf den Stauseen unterhalb des Rybinsker Stausees. Oberhalb von Rschew ist die Wolga auf weiteren gut 250 km (bis 10 km unterhalb der Quelle) für kleinere Fahrzeuge bis zu den Oberen Wolgaseen (Sterschsch, Wselug, Peno und Wolgo), die seit 1845 zusätzlich durch ein Wehr zum Oberen Wolgastausee aufgestaut sind, befahrbar, allerdings wegen fehlender oder außer Betrieb genommener Schleusen nicht durchgängig. Dieser Abschnitt gilt dementsprechend auch nicht mehr als Binnenwasserstraße.

## Geschichte

### Frühzeitliche Siedlungen
Archäologische Funde belegen, dass an der Wolga seit Urzeiten Menschen siedelten. So befanden sich in verschiedenen Epochen die wichtigen Residenz- und Handelsstädte Großbulgar (in der Nähe der Stadt Bolgar in Tatarstan), Sarai (unweit von Wolgograd) und Itil (Astrachan) an den Ufern des Flusses. Von manchen Historikern wird die fruchtbare Gegend um das Mündungsgebiet als Wiege der indoeuropäischen Völker betrachtet. Den früheren Völkern bot der Fluss einen Verkehrsweg, der es ihnen ermöglichte, die Gebiete bis hinein nach Mittelasien zu erobern und dort Handel zu treiben. Auch die Waräger nutzten die Wolga für ihren Handelsweg von Schweden bis nach Persien. Der alttürkische Name der Wolga Atıl bzw. İtil ist bei Menander mit Attilas (Ἀττίλας) überliefert.

### Mittelalter und später
Im 7.–10. Jahrhundert entstand im Bereich von Wolga und Kama das Reich der Wolgabulgaren; es existierte bis zur Invasion der Mongolen 1236.
Das obere Wolgabecken war mit dem Fürstentum Wladimir-Susdal, dem Großfürstentum Twer, dem Rjasan und dem Großfürstentum Moskau ein Kerngebiet der frühen russischen Geschichte.
Die Mongolische Invasion der Rus bezeichnet die Unterwerfung der russischen Fürstentümer (Rus) durch die Truppen Batu Khans in den Jahren 1237 bis 1240. 1242 errichtete Batu seine Hauptstadt Sarai am Unterlauf der Wolga unweit des heutigen Wolgograd und gründete das Khanat der Goldenen Horde, das  große Teile des Wolgabeckens beherrschte.
Der Nachfolger der Goldenen Horde war das Khanat Kasan. In den Moskau-Kasan-Kriegen errang das Moskauer Reich im 15. und 16. Jahrhundert die Vorherrschaft im ganzen Gebiet der mittleren Wolga.
In den Jahren 1763 bis 1767 folgten viele Deutsche der Einladung der deutschstämmigen Zarin Katharina II. und siedelten als Wolgadeutsche bei Saratow.

## Stauseen
An der Wolga befinden sich einige Stauseen der Wolga-Kama-Kaskade, von denen diese die größten Wolgastauseen sind (flussabwärts betrachtet):
- Iwankowoer Stausee (auch Moskauer Meer / Wolgastausee) (327 km², 1,12 Milliarden m³)
- Uglitscher Stausee (249 km², 1,2 Milliarden m³)
- Rybinsker Stausee (4580 km², 25,4 Milliarden m³)
- Gorkier Stausee (auch Nischni Nowgoroder Stausee; 1590 km², 8,7 Milliarden m³)
- Tscheboksarsker Stausee (auch Tscheboksaryer Stausee) (2274 km², 13,8 Milliarden m³)
- Kuibyschewer Stausee (6450 km², 58 Milliarden m³)
- Saratower Stausee (1831 km², 12,9 Milliarden m³)
- Wolgograder Stausee (3117 km², 31,5 Milliarden m³)

## Nebenflüsse
Zu den Nebenflüssen der Wolga gehören mit jeweiliger orografischer Zuordnung (l = linksseitig, r = rechtsseitig), Länge, Mündungslage und Größe des Einzugsgebietes (flussabwärts betrachtet):
- Dubna (r), 167 km, bei Dubna in den Iwankowoer Stausee, 5.350 km²
- Mologa (l), 456 km, bei Wessjegonsk in den Rybinsker Stausee, 29.700 km²
- Scheksna (l), 139 km, bei Tscherepowez in den Rybinsker Stausee, 19.000 km²
- Kotorosl (r), 132 km, in Jaroslawl, 6.370 km²
- Kostroma (l), 354 km, bei Kostroma in den Gorkier Stausee, 16.000 km²
- Unscha (l), 426 km, unterhalb Makarjew in den Gorkier Stausee, 27.800 km²
- Oka (r), 1.500 km, bei Nischni Nowgorod, 245.000 km²
- Sura (r), 841 km, bei Jadrin in den Tscheboksarsker Stausee, 67.500 km²
- Wetluga (l), 889 km, bei Kosmodemjansk in den Tscheboksarsker Stausee, 39.400 km²
- Kama (l), 1.805 km, bei Tschistopol in den Kuibyschewer Stausee, 507.000 km²
- Samara (l), 594 km, bei Samara in den Saratower Stausee, 46.500 km²
- Großer Irgis (l), 675 km, bei Volsk, 24.000 km²